# Stone (Familienname)
Stone ist ein englischer Familienname.

## Namensträger

### A
- Adrienne Stone (* 1969), australische Juristin
- Alfred E. Stone (1834–1908), US-amerikanischer Architekt
- Alfred P. Stone (1813–1865), US-amerikanischer Politiker
- Allan Stone (* 1945), australischer Tennisspieler
- Andrew Stone, Baron Stone of Blackheath (* 1942), britischer Politiker (Labour Party)
- Andrew Stone (Segler) (* 1969), neuseeländischer Segler
- Andrew L. Stone (1902–1999), US-amerikanischer Filmregisseur
- Angie Stone (1961–2025), US-amerikanische Sängerin
- Angus Stone (* 1986), australischer Musiker
- Arnold Stone (1910–2004), kanadischer Skispringer
- Arthur Stone (Schauspieler) (1883–1940), US-amerikanischer Schauspieler
- Arthur Harold Stone (1916–2000), britischer Mathematiker
- Arthur Stone (Rugbyspieler) (* 1960), neuseeländischer Rugbyspieler
- Audrey Stone (* um 1930), englische Badmintonspielerin

### B
- Barton Stone (1772–1844), US-amerikanischer Geistlicher
- Benjamin Stone (Schauspieler) (* 1987), britischer Schauspieler
- Benjamin Clemens Stone (1933–1994), britisch-US-amerikanischer Botaniker
- Bernard Stone (1926–1986), britischer Schauspieler
- Biz Stone (* 1974), US-amerikanischer Unternehmer und Manager, Mitbegründer von Twitter
- Brad Stone (Journalist) (* 1971), US-amerikanischer Journalist und Autor
- Brad Lowell Stone (* 1953), US-amerikanischer Soziologe und Biograf
- Burton Stone (1928–2008), US-amerikanischer Filmproduzent und Manager

### C
- Carl Stone (* 1953), US-amerikanischer Komponist
- Charles Warren Stone (1843–1912), US-amerikanischer Politiker
- Chuck Stone († 2014), US-amerikanischer Journalist und Herausgeber
- Claude U. Stone (1879–1957), US-amerikanischer Politiker
- Cliffie Stone (1917–1998), US-amerikanischer Musiker, Moderator und Produzent
- Cody Stone (* 1987), deutscher Zauberkünstler
- Court Stone (1919–1983), kanadischer Pianist, Komponist und Musikpädagoge
- Curtis Stone (Leichtathlet) (auch Curt Stone; 1922–2021), US-amerikanischer Leichtathlet
- Curtis Stone (Koch) (* 1975), australischer Koch
- Cynthia Stone (1926–1988), US-amerikanische Schauspielerin

### D
- Dan Stone (* 1971), britischer Neuzeithistoriker
- Dannette Young-Stone (* 1964), US-amerikanische Sprinterin
- David Stone (Politiker) (1770–1818), US-amerikanischer Politiker
- David Stone (Fußballspieler) (* 1942), britischer Fußballspieler und -trainer
- David Stone (Militärhistoriker) (* 1947), britischer Militärhistoriker
- David Stone (Produzent) (* 1966), US-amerikanischer Theater- und Filmproduzent
- David Stone (Zauberkünstler) (geb. David Muller; * 1972), französischer Zauberkünstler
- David Stone (Radsportler) (* 1981), britischer Radsportler
- David E. Stone (* 1947), US-amerikanischer Tontechniker
- David L. Stone (1876–1959), US-amerikanischer Generalmajor
- David Lee Stone (* 1978), britischer Autor
- Dee Wallace-Stone (* 1949), US-amerikanische Schauspielerin
- Doug Stone (* 1956), US-amerikanischer Musiker

### E
- Eben F. Stone (1822–1895), US-amerikanischer Politiker
- Edmund Stone (um 1700–1768), britischer Mathematiker
- Edward Stone (Geistlicher) (1702–1768), englischer Geistlicher und Naturforscher
- Edward C. Stone (1936–2024), US-amerikanischer Physiker und Weltraumforscher
- Edward Durell Stone (1902–1978), US-amerikanischer Architekt
- Edward James Stone (1831–1897), britischer Astronom
- Emma Stone (* 1988), US-amerikanische Schauspielerin
- Erneste Fuhrmann-Stone (1900–1982), deutsche Schriftstellerin
- Eric Stone (* 1946), britischer Radrennfahrer
- Erika Stone (* 1924), US-amerikanische Fotografin
- Evan Stone (* 1964), US-amerikanischer Pornodarsteller

### F
- F. Gordon A. Stone (1925–2011), britisch-US-amerikanischer Chemiker
- Fred Stone (Schauspieler) (1873–1959), US-amerikanischer Schauspieler
- Fred Stone (Mediziner) (Frederick Hope Stone; 1921–2009), britischer Psychiater und Hochschullehrer
- Fred Stone (Musiker) (1935–1986), kanadischer Musiker und Komponist
- Frederick Stone (1820–1899), US-amerikanischer Politiker

### G
- Genevra Stone (* 1985), US-amerikanische Ruderin
- Geno Stone (* 1999), US-amerikanischer American-Football-Spieler
- George Stone (Bischof) ((1708–1764)), anglikanischer Erzbischof von Armagh
- George Stone (Baseballspieler, 1876) (1876–1945), US-amerikanischer Baseballspieler
- George Stone (Baseballspieler, 1946) (* 1946), US-amerikanischer Baseballspieler
- George Cameron Stone (1859–1935), US-amerikanischer Ingenieur, Metallurge und Waffensammler
- George E. Stone (1903–1967), polnisch-amerikanischer Schauspieler
- George Lawrence Stone (1886–1967), US-amerikanischer Schlagzeuger
- Glenn Davis Stone, US-amerikanischer Anthropologe und Hochschullehrer
- Grace Stone (* 1994), britische Schauspielerin
- Grace Zaring Stone (1891–1991), US-amerikanische Schriftstellerin
- Gregory Stone (Komponist) (1900–1991), US-amerikanischer Filmkomponist
- Gregory S. Stone (* 1957), US-amerikanischer Biologe
- Gregory William Stone (1957–2011), US-amerikanischer Ozeanograf

### H
- Hal Stone (1927–2020), US-amerikanischer Psychotherapeut
- Harlan Fiske Stone (1872–1946), US-amerikanischer Jurist und Politiker
- Harold J. Stone (1913–2005), US-amerikanischer Schauspieler
- Harold S. Stone (* 1938), US-amerikanischer Computeringenieur
- Henry Stone (Maler) (1616–1653), englischer Porträtist und Van-Dyck-Kopist
- Henry Stone (Musikproduzent) (1921–2014), US-amerikanischer Musikproduzent
- Howard A. Stone (* 1960), US-amerikanischer Chemieingenieur und Hydrodynamik-Spezialist

### I
- I. F. Stone (1907–1989), US-amerikanischer Investigativjournalist
- Irving Stone (1903–1989), US-amerikanischer Schriftsteller
- Irwin Stone (1907–1984), US-amerikanischer Chemiker und Autor
- Isabelle Stone (1868–1966), US-amerikanische Physikerin

### J
- Jaeger Stone (* 1990), australischer Profi-Windsurfer

- James Stone (* 1972), ehemaliger Ringname des US-amerikanischen Wrestlers James Maritato
- James M. Stone (Politiker) (1817–1880), US-amerikanischer Politiker (Massachusetts)
- James M. Stone (Geschäftsmann) (* 1947), Gründer der Plymouth Rock Assurance Corporation und Autor
- James M. Stone (Astrophysiker) (* vor 1984), US-amerikanischer Astrophysiker
- James M. Stone (Psychopharmakologe), britischer Psychopharmakologe, Professor am King’s College London
- James W. Stone (1813–1854), US-amerikanischer Politiker
- Jamie Stone (* 1954), schottischer Politiker
- Jeff Stone, amerikanischer Autor
- Jeffrey Stone (1926–2012), US-amerikanischer Schauspieler
- Jenna Stone (* 1993), US-amerikanische Schauspielerin
- Jennifer Stone (* 1993), US-amerikanische Schauspielerin
- Jesse Stone (Politiker) (1836–1902), US-amerikanischer Politiker
- Jesse Stone (1901–1999), US-amerikanischer Jazzmusiker
- Jesse N. Stone (1924–2001), US-amerikanischer Rechtswissenschaftler und Bürgerrechtler
- Jessica D. Stone (* 1990), US-amerikanische Schauspielerin und Synchronsprecherin
- Joanna Stone (* 1972), australische Speerwerferin
- John Stone (Märtyrer) († 1539?), englischer Märtyrer
- John Stone (Filmproduzent) (1888–1961), US-amerikanischer Filmproduzent und Drehbuchautor
- John Stone (Leichtathlet) (1909–1955), britischer Hürdenläufer
- John Stone (Fußballspieler) (* 1953), englischer Fußballspieler
- John Benjamin Stone (auch Benjamin Stone; 1838–1914), britischer Politiker
- John Hoskins Stone (um 1750–1804), US-amerikanischer Politiker
- John M. R. Stone, kanadischer Klimatologe
- John Marshall Stone (1830–1900), US-amerikanischer Politiker
- John Stone Stone (1869–1943), US-amerikanischer Erfinder
- John W. Stone (1838–1922), US-amerikanischer Politiker
- Jon Stone (1931–1997), US-amerikanischer Autor, Regisseur und Produzent
- Joseph Stone, Baron Stone (1903–1986), britischer Arzt
- Joseph Stone (Drehbuchautor) (1914–2001), kanadisch-amerikanischer Drehbuchautor und Box-Schiedsrichter
- Joseph Champlin Stone (1829–1902), US-amerikanischer Politiker
- Joss Stone (* 1987), englische Soulsängerin
- Julia Stone (* 1984), australische Musikerin
- Julius Stone (1907–1985), britischer Rechtstheoretiker

### K
- Karen Stone (* 1952), britisch-deutsche Theaterregisseurin und -intendantin
- Kate Stone (1841–1907), US-amerikanische Tagebuchschreiberin
- Kathryn Stone (* 1988), kanadische Biathletin
- Kimbrough Stone (1875–1958), US-amerikanischer Jurist

### L
- Lara Stone (* 1983), niederländisches Model
- Lawrence Stone (1919–1999), englischer Historiker
- Leonard Stone (1923–2011), US-amerikanischer Schauspieler
- LeRoy Stone (1894–1949), US-amerikanischer Filmeditor
- Lew Stone (1898–1969), britischer Bandleader
- Lewis Stone (1879–1953), US-amerikanischer Schauspieler
- Lucy Stone (1818–1893), US-amerikanische Reformerin, Frauenrechtlerin, Abolitionistin und Publizistin

### M
- Marcus Stone (1840–1921), englischer Maler und Illustrator
- Marianne Stone (1922–2009), US-amerikanische Schauspielerin
- Mark Stone (* 1992), kanadischer Eishockeyspieler
- Marshall Harvey Stone (1903–1989), US-amerikanischer Mathematiker
- Marvin Stone (1981–2008), US-amerikanischer Basketballspieler
- Mason S. Stone (1859–1940), US-amerikanischer Politiker
- Matt Stone (* 1971), US-amerikanischer Schauspieler
- Melanie Stone (* 1988), US-amerikanische Schauspielerin
- Merlin Stone (1931–2011), US-amerikanische Theologin und Bildhauerin
- Michael Stone (Journalist) (1922–1993), österreichisch-britischer Journalist
- Michael Stone (Extremist) (* 1955), britischer Loyalist
- Michael Stone (Schriftsteller) (* 1966), britischer Schriftsteller
- Michael Stone (Footballspieler) (* 1978), US-amerikanischer American-Football-Spieler
- Michael Stone (Eishockeyspieler) (* 1990), kanadischer Eishockeyspieler
- Michael J. Stone (1747–1812), US-amerikanischer Pflanzer und Politiker
- Michael L. Stone (1949–2005), US-amerikanischer Kameramann
- Michael P. W. Stone (Michael Patrick William Stone; 1925–1995), US-amerikanischer Politiker
- Milburn Stone (1904–1980), US-amerikanischer Schauspieler
- Misty Stone (* 1986), US-amerikanisches Model und Pornodarstellerin
- Mitchel Stone (* 1994), neuseeländischer Gewichtheber

### N
- Nicholas Stone (1583–1647), englischer Bildhauer und Architekt
- Nick Stone (* 1966), britischer Schriftsteller
- Nikki Stone (* 1971), US-amerikanische Freestyle-Skierin
- Norman Stone (1941–2019), britischer Historiker

### O
- Oliver Stone (* 1946), US-amerikanischer Regisseur
- Olly Stone (* 1993), englischer Cricketspieler
- Ormond Stone (1847–1933), US-amerikanischer Astronom und Mathematiker

### P
- Patrick Stone (Offizier) (1939–2022), britischer Generalmajor
- Patrick Thomas Stone (1889–1963), US-amerikanischer Jurist
- Peggy Stone (1907–2009), deutsch-amerikanische Jazzpianistin
- Philip Stone (1924–2003), britischer Schauspieler
- Peter Stone (Drehbuchautor) (1930–2003), US-amerikanischer Drehbuchautor
- Peter Stone (Archäologe) (* 1957), britischer Archäologe
- Peter Stone (Informatiker) (* 1971), US-amerikanischer Informatiker

### R
- Randy Stone (1958–2007), US-amerikanischer Schauspieler, Casting Director und Produzent
- Raymond Stone (Gouverneur), US-amerikanischer Marineoffizier, Gouverneur von Guam
- Raymond Stone (Schachspieler) (* 1953), kanadischer Schachspieler
- Raymond E. Stone (1915–2004), US-amerikanischer Politiker
- Richard Stone (Ökonom) (1913–1991), britischer Ökonom
- Richard Stone (Fechter) (1926–2006), australischer Fechter
- Richard Stone (Politiker) (1928–2019), US-amerikanischer Diplomat und Politiker (Demokratische Partei)
- Richard Stone (Maler) (* 1951), britischer Maler
- Richard Stone (Komponist) (1953–2001), US-amerikanischer Komponist
- Robert Stone (Politiker) (1866–1957), US-amerikanischer Politiker
- Robert Stone (Tennisspieler), britischer Tennisspieler
- Robert Stone (Schriftsteller) (1937–2015), US-amerikanischer Schriftsteller
- Robert Stone (Rugbyspieler) (1956–2005), australischer Rugby-League-Spieler
- Robert Stone (Dokumentarfilmer) (* 1958), US-amerikanischer Dokumentarfilmer
- Robert Stone (Leichtathlet) (* 1965), australischer Leichtathlet
- Robert Stone (Produzent), US-amerikanischer Filmproduzent
- Robin Stone, eigentlicher Name von Robin S. (* 1962), US-amerikanische Sängerin
- Roger Stone (* 1952), US-amerikanischer Politikberater
- Rosetta Stone, ein Pseudonym von Theodor Seuss Geisel (1904–1991), US-amerikanischer Schriftsteller
- Ryan Stone (* 1985), kanadischer Eishockeyspieler

### S
- Sam Stone (Schriftstellerin) (* 1965), britische Schriftstellerin
- Sam Stone (Schauspieler), Schauspieler
- Sam Oz Stone, US-amerikanischer Schauspieler
- Samuel Stone (Siedler) (1602–1663), englisch-amerikanischer Siedler
- Samuel Hanson Stone (1849–1909), US-amerikanischer Politiker
- Samuel John Stone (1839–1900), britischer Geistlicher und Kirchenlieddichter
- Sandy Stone (* um 1936), US-amerikanische Medientheoretikerin und Künstlerin
- Sarah Stone (Hebamme) († nach 1737), englische Hebamme und Autorin
- Sarah Stone (Künstlerin) (1761/1762–1844), britische Tier- und Stillleben-Malerin
- Sarah Stone (Tennisspielerin) (* 1982), australische Tennisspielerin und -trainerin
- Sarah Stone (Schriftstellerin) (* 1961), US-amerikanische Schriftstellerin
- Sarmīte Stone (* 1963), sowjetisch-lettische Ruderin
- Sasha Stone (1895–1940), russischer Fotograf
- Sean Stone (* 1984), US-amerikanischer Regisseur, Produzent und Schauspieler
- Shane Stone (* 1977), Tennisspieler aus Trinidad und Tobago
- Sharon Stone (* 1958), US-amerikanische Schauspielerin
- Sheldon Leslie Stone (1946–2021), US-amerikanischer Physiker
- Shepard Stone (1908–1990), US-amerikanischer Journalist, Historiker und Diplomat
- Simon Stone (Maler) (* 1952), südafrikanischer Maler
- Simon Stone (Musiker), kanadischer Saxophonist
- Simon Stone (Regisseur) (* 1984), australisch-schweizerischer Regisseur, Autor und Schauspieler
- Sly Stone (1943–2025), US-amerikanischer Sänger
- Spencer Stone (* 1992), US-amerikanischer Soldat
- Steve Stone (* 1971), englischer Fußballspieler
- Stuart Stone (* 1980), kanadischer Schauspieler und Regisseur

### T
- Tamara Ireland Stone (* 1969), US-amerikanische Autorin
- Thomas Stone (1743–1787), britisch-US-amerikanischer Jurist und Plantagenbesitzer
- Troy Stone (* 1980), Tennisspieler aus Trinidad und Tobago

### U
- Ulysses S. Stone (1878–1962), US-amerikanischer Politiker

### W
- W. Clement Stone (1902–2002), US-amerikanischer Unternehmer
- William Stone (Gouverneur) († 1660), Gouverneur der Province of Maryland
- William Stone (Politiker) (1791–1853), US-amerikanischer Politiker (Tennessee)
- William Stone (Sänger) (* 1944), US-amerikanischer Sänger (Bariton)
- William A. Stone (1846–1920), US-amerikanischer Politiker
- William Henry Stone (Politiker, 1828) (1828–1901), US-amerikanischer Politiker
- William Henry Stone (Politiker, 1834) (1834–1896), englischer Politiker
- William J. Stone (1848–1918), US-amerikanischer Politiker
- William Johnson Stone (1841–1923), US-amerikanischer Politiker
- William M. Stone (1827–1893), US-amerikanischer Politiker
- William S. Stone (1910–1968), US-amerikanischer General der Luftwaffe
- Witmer Stone (1866–1939), US-amerikanischer Vogelkundler

### Y
- Yael Stone (* 1985), australische Schauspielerin

## Gruppen-Pseudonym
- Rex Stone, Gruppen-Pseudonym der Verfasser von Das geheime Dinoversum